# مدیریت عملکرد فناوری اطلاعات
در زمینه مدیریت و فناوری اطلاعات، مدیریت عملکرد فناوری اطلاعات (به انگلیسی: IT performance management)، به اندازه‌گیری هزینه سرمایه و منابع انسانی در پروژه‌های فناوری اطلاعات مربوط می‌شود. مدیریت عملکرد فناوری اطلاعات سازمان را قادر می‌سازد تا چگونگی هزینه‌ها و توانایی‌های راهبردی و عملیاتی خود را در طراحی و توسعه محصولات و خدمات برای حداکثرسازی رضایت مشتری، بهره‌وری بنگاه، سودآوری و رقابت تعیین کند.

## فواید
عواید مالی مستقیم
- منابع فناوری اطلاعات را بر پروژه‌هایی متمرکز می‌کند که فروش را افزایش می‌دهند.
- منابع فناوری اطلاعات را روی پروژه‌هایی متمرکز می‌کند که هزینه‌ها را کاهش می‌دهد.
- سازمان فناوری اطلاعات را مستقیماً پشت اهداف مالی شرکت قرار می‌دهد.

بهبود کنترل مدیریت
- ارزش تجاری مستقیم هر پروژه یا عملیات فناوری اطلاعات را نشان می‌دهد.
- به حسابرسی و رعایت الزامات قانونی کمک می‌کند.
- امکان تخصیص مجدد منابع IT به پروژه‌هایی که بیشترین اهمیت را برای شرکت دارند.
- حذف پروژه‌های فناوری اطلاعات که مزایای مورد انتظار را ندارند را تسهیل می‌کند.